# Гамільтон Тауншип (округ Монро, Пенсільванія)
Гамільтон Тауншип (англ. Hamilton Township) — селище (англ. township) в США, в окрузі Монро штату Пенсільванія. Населення — 8597 осіб (2020).

### Клімат
| Клімат : Гамільтон Тауншип | Клімат : Гамільтон Тауншип | Клімат : Гамільтон Тауншип | Клімат : Гамільтон Тауншип | Клімат : Гамільтон Тауншип | Клімат : Гамільтон Тауншип | Клімат : Гамільтон Тауншип | Клімат : Гамільтон Тауншип | Клімат : Гамільтон Тауншип | Клімат : Гамільтон Тауншип | Клімат : Гамільтон Тауншип | Клімат : Гамільтон Тауншип | Клімат : Гамільтон Тауншип | Клімат : Гамільтон Тауншип |
| Показник                   | Січ.                       | Лют.                       | Бер.                       | Квіт.                      | Трав.                      | Черв.                      | Лип.                       | Серп.                      | Вер.                       | Жовт.                      | Лист.                      | Груд.                      | Рік                        |
| Абсолютний максимум, °C    | 19,8                       | 24,8                       | 29,8                       | 33,9                       | 34,3                       | 34,6                       | 37,7                       | 36,7                       | 35,4                       | 30,9                       | 25,8                       | 21,4                       | 37,7                       |
| Середній максимум, °C      | 2,0                        | 4,1                        | 9,1                        | 16,0                       | 21,8                       | 26,3                       | 28,6                       | 27,7                       | 23,7                       | 17,3                       | 11,1                       | 4,4                        | 16,1                       |
| Середня температура, °C    | −2,8                       | −1,3                       | 3,2                        | 9,4                        | 14,9                       | 19,8                       | 22,3                       | 21,4                       | 17,3                       | 10,9                       | 5,6                        | −0,2                       | 10,1                       |
| Середній мінімум, °C       | −7,7                       | −6,6                       | −2,7                       | 2,7                        | 8,1                        | 13,3                       | 15,9                       | 15,1                       | 10,9                       | 4,6                        | 0,2                        | −4,8                       | 4,2                        |
| Абсолютний мінімум, °C     | −27,9                      | −22,3                      | −17,6                      | −9,7                       | −1,4                       | 2,6                        | 5,8                        | 3,3                        | −0,8                       | −6,8                       | −14,4                      | −21,4                      | −27,9                      |
| Норма опадів, мм           | 87                         | 75                         | 93                         | 105                        | 111                        | 117                        | 114                        | 108                        | 124                        | 117                        | 100                        | 103                        | 1254                       |
| Вологість повітря, %       | 69.9                       | 64.8                       | 59.9                       | 57.8                       | 62.5                       | 69.1                       | 69.1                       | 72.2                       | 73.3                       | 71.5                       | 69.9                       | 71.1                       | 67.6                       |
| -------------------------- | -------------------------- | -------------------------- | -------------------------- | -------------------------- | -------------------------- | -------------------------- | -------------------------- | -------------------------- | -------------------------- | -------------------------- | -------------------------- | -------------------------- | -------------------------- |
| Джерело: PRISM             |                            |                            |                            |                            |                            |                            |                            |                            |                            |                            |                            |                            |                            |

## Демографія
Згідно з переписом 2010 року, у селищі мешкали 9083 особи в 3274 домогосподарствах у складі 2338 родин. Було 3616 помешкань
Расовий склад населення:
| - 90,7 % — білих - 4,6 % — чорних або афроамериканців - 1,7 % — азіатів - 0,2 % — корінних американців - 1,4 % — осіб інших рас |

До двох чи більше рас належало 1,4 %. Частка іспаномовних становила 5,5 % від усіх жителів.
За віковим діапазоном населення розподілялося таким чином: 21,8 % — особи молодші 18 років, 62,7 % — особи у віці 18—64 років, 15,5 % — особи у віці 65 років та старші. Медіана віку мешканця становила 44,0 року. На 100 осіб жіночої статі у селищі припадало 102,4 чоловіків;  на 100 жінок у віці від 18 років та старших — 103,2 чоловіків також старших 18 років.
Середній дохід на одне домашнє господарство  становив 81 664 долари США (медіана — 66 385), а середній дохід на одну сім'ю — 94 048 доларів (медіана — 81 354). Медіана доходів становила 52 500 доларів для чоловіків та 34 211 долар для жінок. За межею бідності перебувало 5,6 % осіб, у тому числі 5,2 % дітей у віці до 18 років та 4,5 % осіб у віці 65 років та старших.
Цивільне працевлаштоване населення становило 3997 осіб. Основні галузі зайнятості: освіта, охорона здоров'я та соціальна допомога — 29,0 %, роздрібна торгівля — 12,5 %, науковці, спеціалісти, менеджери — 10,4 %, мистецтво, розваги та відпочинок — 9,0 %.